# Добец
Добец (словен. Dobec) је насељено место у општини Церкница, Приморско-нотрањска регија, Словенија.

## Историја
До територијалне реорганизације у Словенији био је у саставу старе општине Церкница.

## Становништво
У попису становништва из 2011. године, Добец је имао 65 становника.
| Број становника према пописима | Број становника према пописима | Број становника према пописима |
| ------------------------------ | ------------------------------ | ------------------------------ |
| 1991                           | 2002                           | 2011                           |
| 48                             | 65                             | 65                             |

Напомена: Године 2010. умањено за део насеља који је припојен насељу Покојишче (Врхника, Средњесловенска регија). Године 2016. извршена је мала размена територија између насеља Добец (Церкница), Лазе (Логатец, Средњесловенска регија) и Заврх при Боровници (Врхника, Средњесловенска регија).

## Галерија
- улаз у насеље
- сеоске куће